# Ponte della Vittoria (Verona)
Il Ponte della Vittoria (in veneto Ponte de la Vitoria) è un'opera infrastrutturale situata a Verona lungo il fiume Adige; fu costruito su progetto di Ettore Fagiuoli per celebrare la battaglia di Vittorio Veneto e la vittoria della prima guerra mondiale.

## Storia

Il ponte poco dopo la sua inaugurazione

Per celebrare il 4 novembre 1918, giorno della vittoria nella battaglia di Vittorio Veneto e della fine della Grande Guerra, oltre che per ricordare i veronesi Caduti, nella seduta del 14 giugno 1923 il Consiglio comunale decise di costruire un ponte da dedicare alla Vittoria. Il Comune di Verona nel 1924 bandì così un concorso per la scelta del progetto più interessante, vinto dall'architetto Ettore Fagiuoli e dall'ingegnere Ferruccio Cipriani. La loro proposta, intitolato Nec descendere nec morari, prevedeva un ponte a tre arcate e due pile, in corrispondenza delle quali sporgevano delle terrazzine panoramiche; un ponte monumentale che doveva svolgere la funzione di collegare la Città Antica al nascente quartiere di Borgo Trento, collegando quindi corso Cavour all'area anticamente detta Campagnola.
I lavori iniziarono il 27 febbraio 1926 e furono affidati all'impresa Tosadori; preliminare alla costruzione del ponte fu la demolizione di alcuni edifici facenti parte dell'antico quartiere di San Michele alla Porta, parte della Città Antica. Durante questi lavori furono trovati i resti del tempio di Giove Lustrale, che furono ricomposti prima nella piazza che sorge di fronte alla chiesa dei Santi Apostoli, e più tardi nei giardini situati all'esterno di porta Vittoria, dove si trovano tuttora. La cerimonia di inaugurazione del nuovo ponte si tenne infine il 4 novembre 1929, anche se solo nel 1931 vennero realizzati i piedistalli sui quali furono apposte le lapidi con i bollettini di guerra, coronati da quattro statue equestri.
La notte del 24 aprile 1945 il ponte venne fatto saltare dai soldati tedeschi in ritirata, insieme a tutti gli altri ponti di Verona. Rimase integra unicamente l'arcata di destra, che venne utilizzata dagli alleati come appoggio per la costruzione, completata in un giorno solo, di un ponte in ferro, indispensabile per continuare l'inseguimento del nemico. Terminata la seconda guerra mondiale, Fagiuoli rielaborò il progetto precedente togliendo le terrazzine panoramiche mentre l'impresa I.C.C.A. eseguì i lavori di ricostruzione.

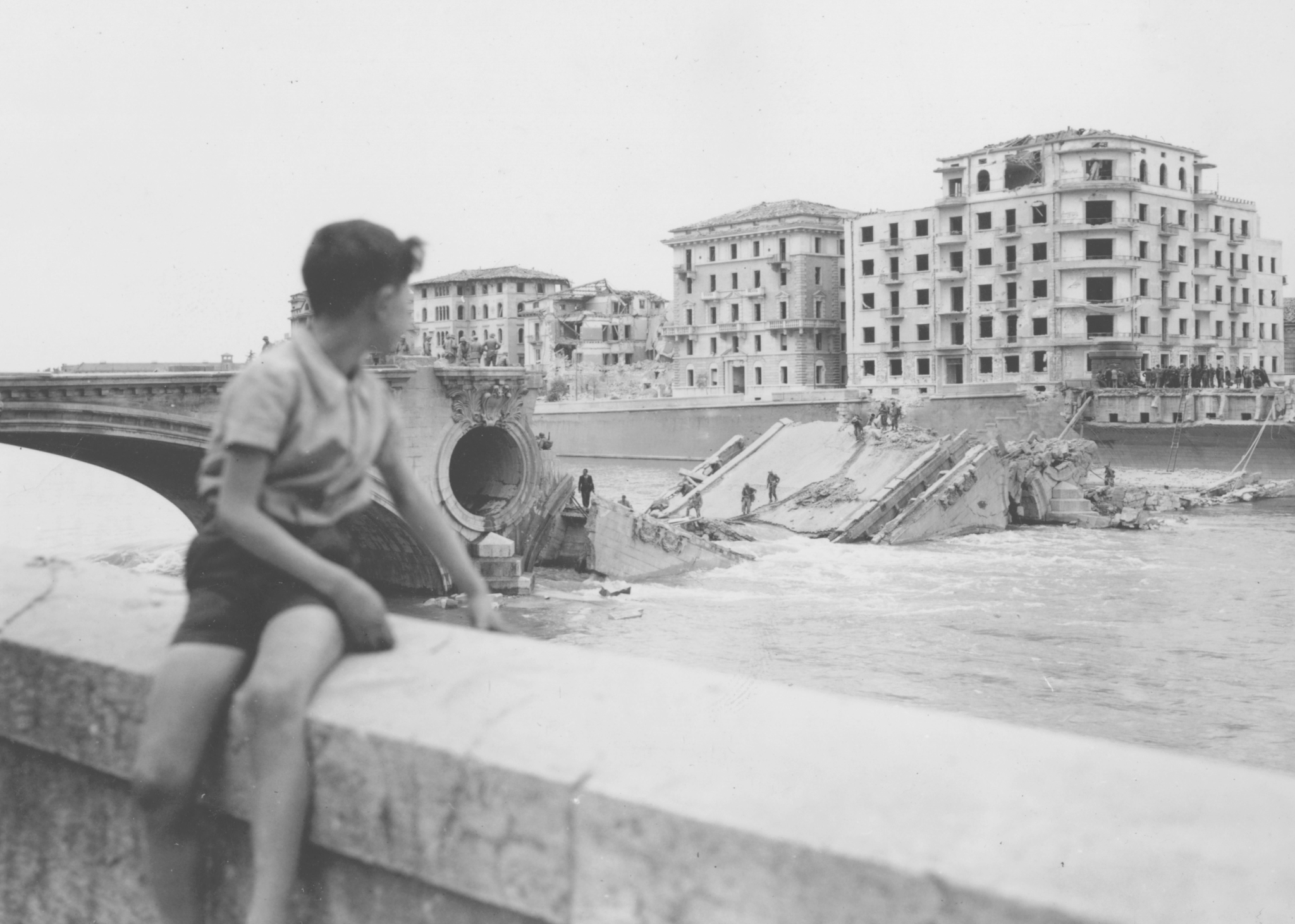
Il ponte nel 1945, dopo che fu fatto brillare dai soldati tedeschi in ritirata

Il 29 agosto 1953 il ponte venne riaperto al traffico, tuttavia i gruppi bronzei delle testate, rimossi durante la guerra per preservarli da eventuali danni, furono riposizionati molto più tardi: l'allora sindaco Giovanni Uberti, infatti, si oppose alla ricollocazione delle quattro statue equestri per via dell'esposizione dei genitali dei cavalli, che offendevano la moralità pubblica. La vicenda divenne nota in tutta Italia e l'immagine della città fu riabilitata solo grazie a una manifestazione organizzata da studenti veronesi, che portarono in sfilata fino al Municipio un asino che indossava delle vistose mutande bianche. La sollevazione popolare convinse il sindaco alla ricollocazione delle statue, così il 4 novembre 1953, anniversario della Vittoria, si poté inaugurare ufficialmente il ponte ricostruito. Tutta la vicenda venne riassunta dal poeta veronese Tolo da Re sul quotidiano L'Arena in un breve verso: «Ponte de la Vitoria, cavai, coioni e gloria».

## Descrizione

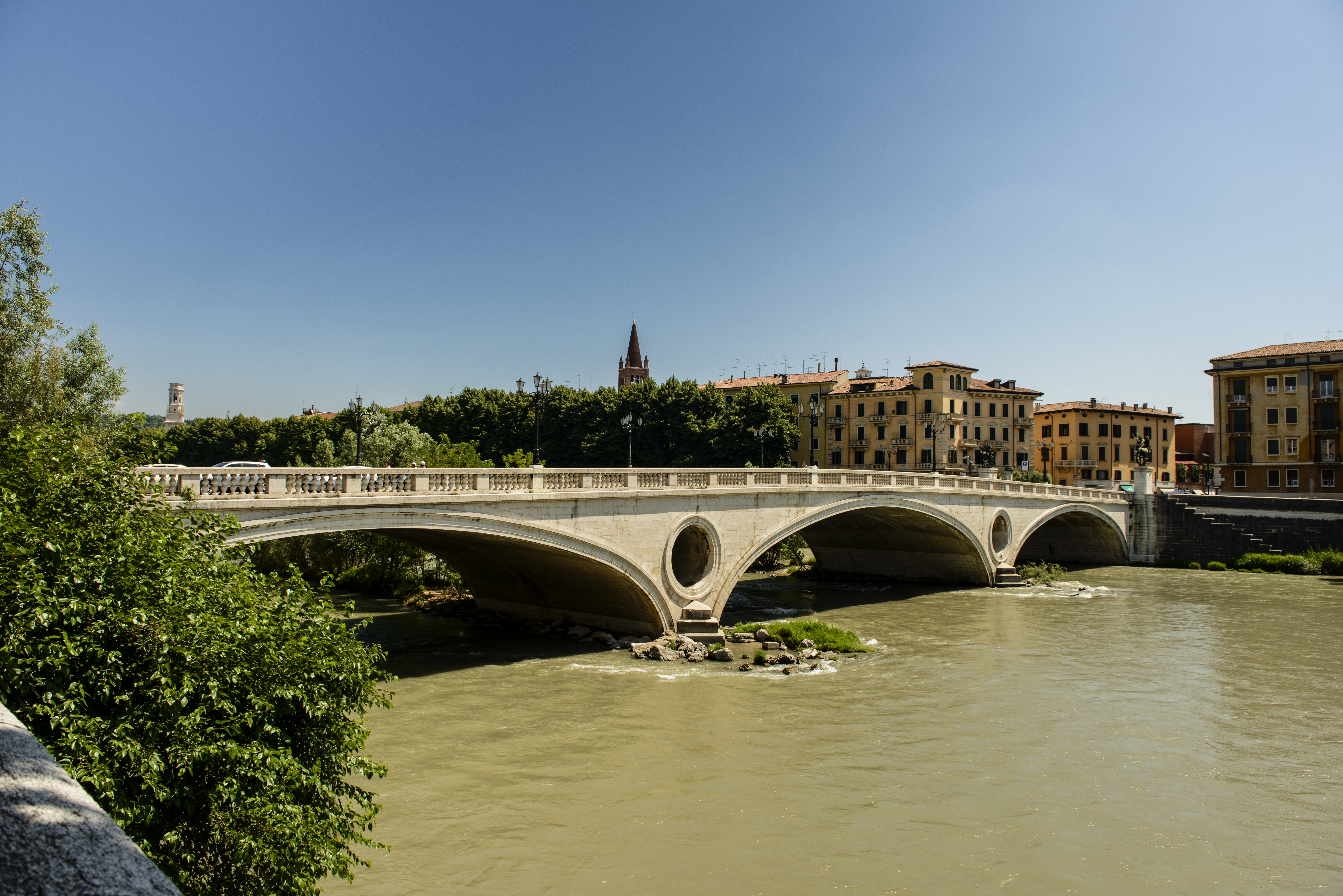
Il ponte della Vittoria visto da monte

Il monumentale ponte è stato realizzato in calcestruzzo armato rivestito in una pietra simile per aspetto e consistenza al marmo; esso è caratterizzato da tra arcate di cui quella centrale di dimensioni maggiori (35 metri) e le laterali minori (32 metri). Gli archi sono a geometria policentrica per risollevare la massa del ponte il più possibile e facilitare il passaggio dell'acqua in caso di piena, facilitato pure dai due fori posti in asse con le due robuste pile. Il suo aspetto è il più elaborato ed elegante tra quelli realizzati a Verona, in quanto pensato per collegare la città ai nuovi quartieri "giardino" di Borgo Trento e Valdonega.
Sulle testate del ponte si trovano quattro basamenti su cui sono stati affissi alcuni bollettini della prima guerra mondiale, tra cui il più noto Bollettino della Vittoria, del 4 novembre 1918. Gli altri bollettini sono invece datati 24 maggio 1915 (entrata in guerra dell'Italia), 23 novembre 1917 e 23 giugno 1918. Sopra i quattro basamenti, inoltre, si trovano quattro gruppi scultorei in bronzo, con statue equestri e personaggi mitologici che simboleggiano la Vittoria: i gruppi di destra furono realizzati da Mario Salazzari, mentre quelli di sinistra da Angelo Biancini.

### Gruppi scultorei e iscrizioni
I due gruppi realizzati da Mario Salazzari sulla riva destra sono frutto in parte dell'interpretazione dello scultore veronese e in parte ripresi liberamente da modelli originali greci, in particolare per quanto riguarda i Dioscuri; riconducibili a una propria invenzione è il sensuale nudo femminile alato, armato e sospeso in volo, mentre incita e guida verso la vittoria il gruppo equestre. I due gruppi equestri realizzati dallo scultore bolognese Angelo Biancini, collocati sulla riva sinistra, sono invece più radicali in quanto trasposti in chiave geometrica, un linguaggio quindi che si può far ricondurre a quello del movimento artistico Novecento.

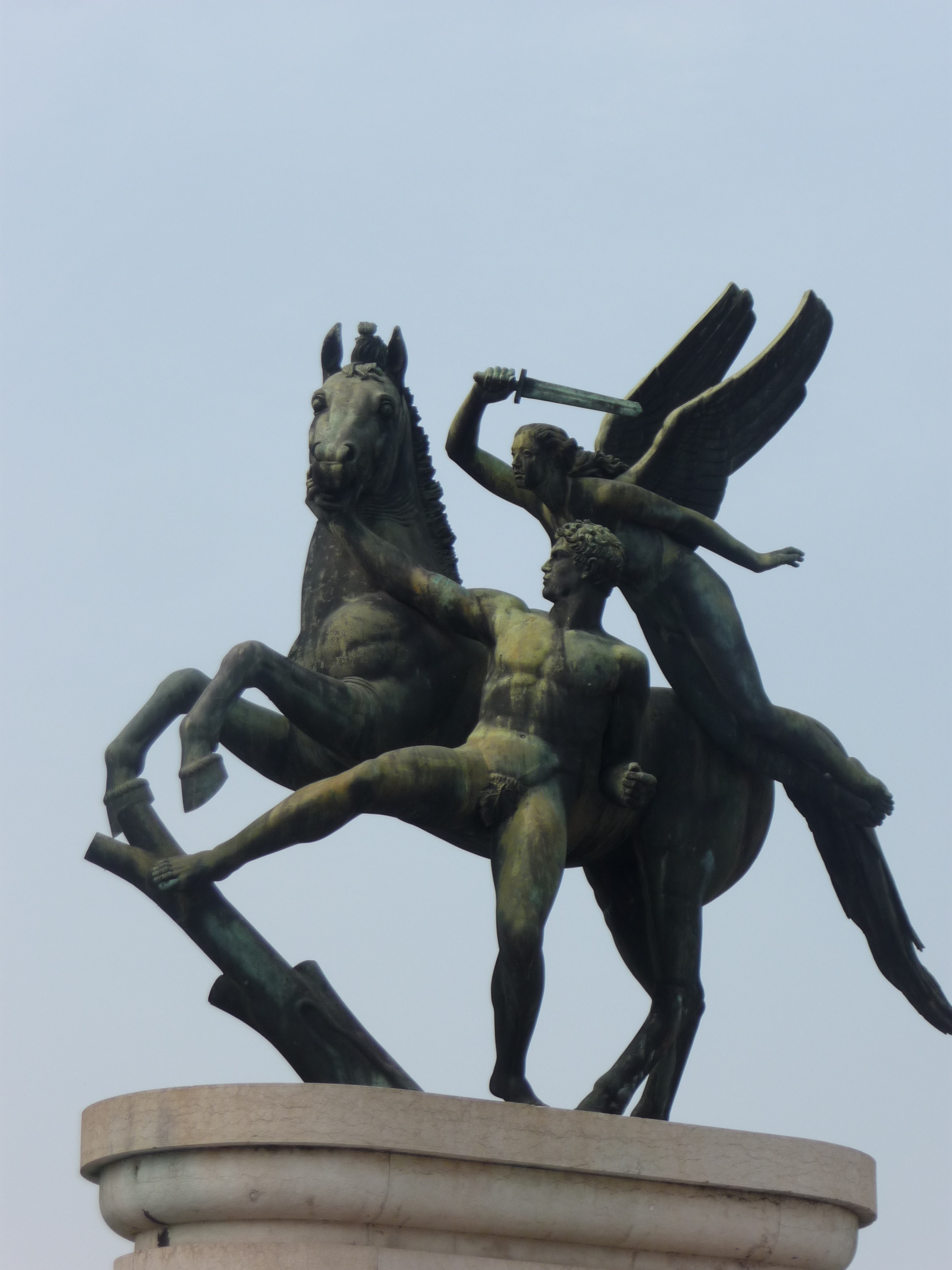
Gruppo di destra, opera di Mario Salazzari
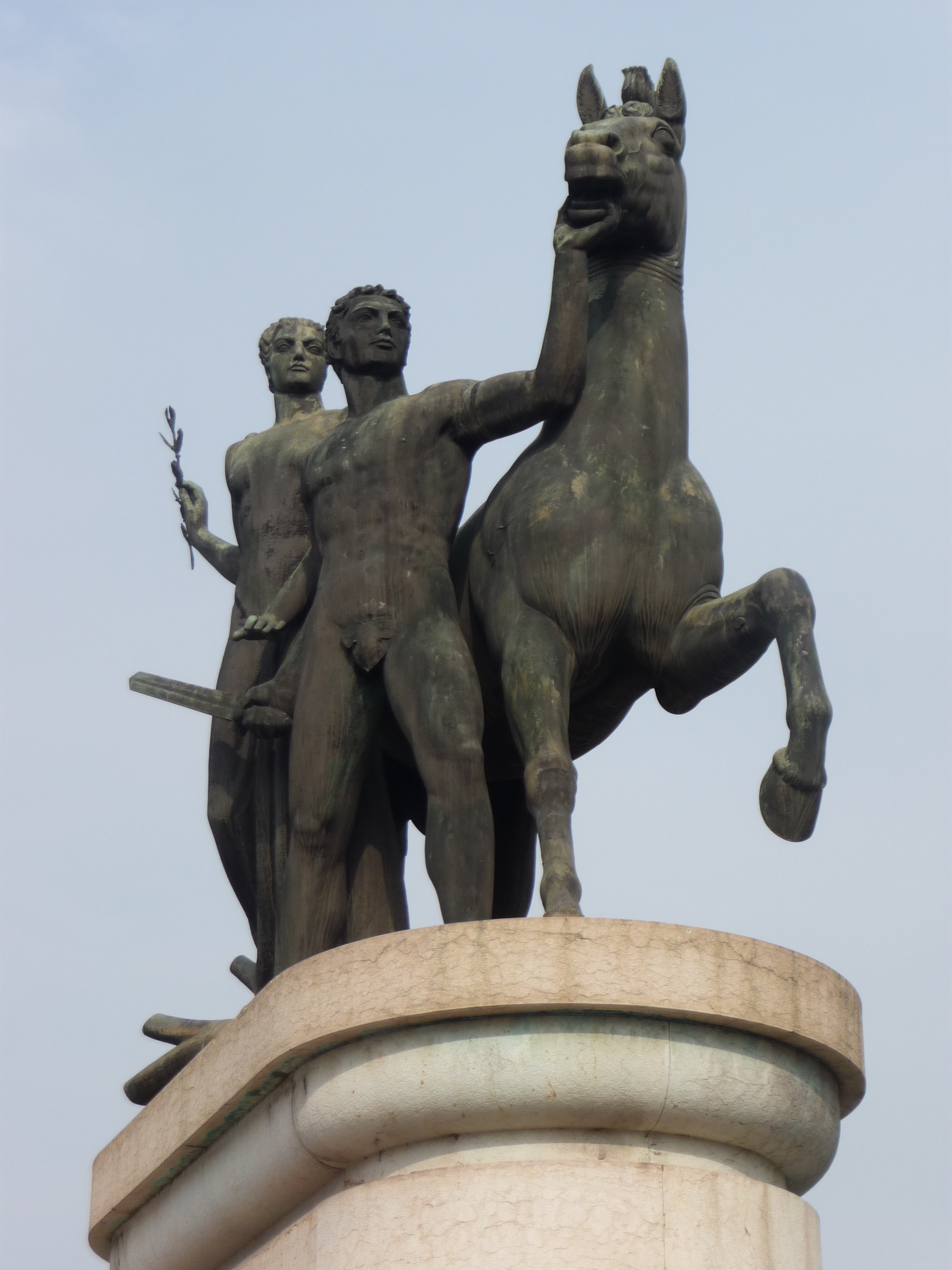
Gruppo di destra, opera di Mario Salazzari
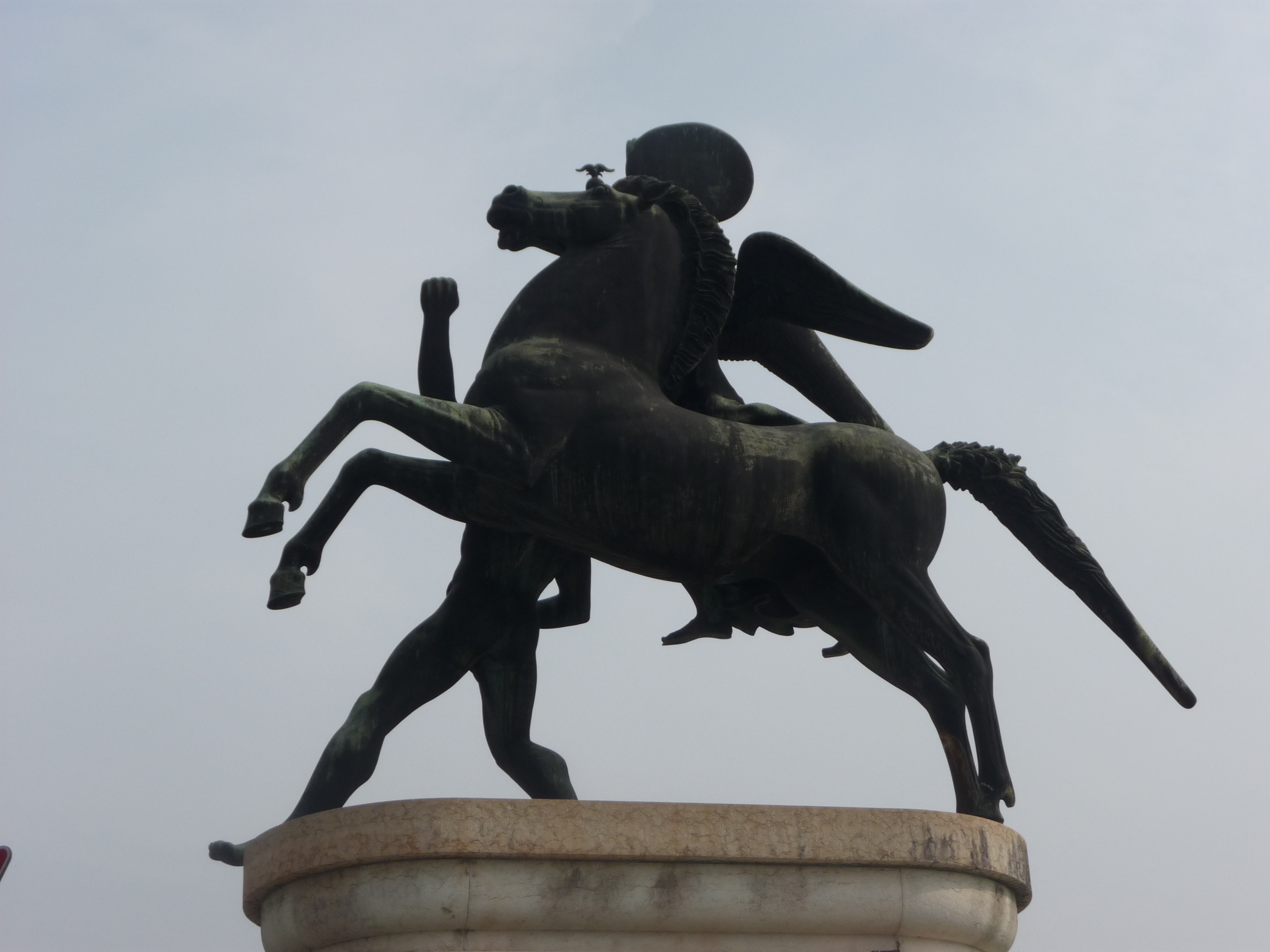
Gruppo di sinistra, opera di Angelo Biancini
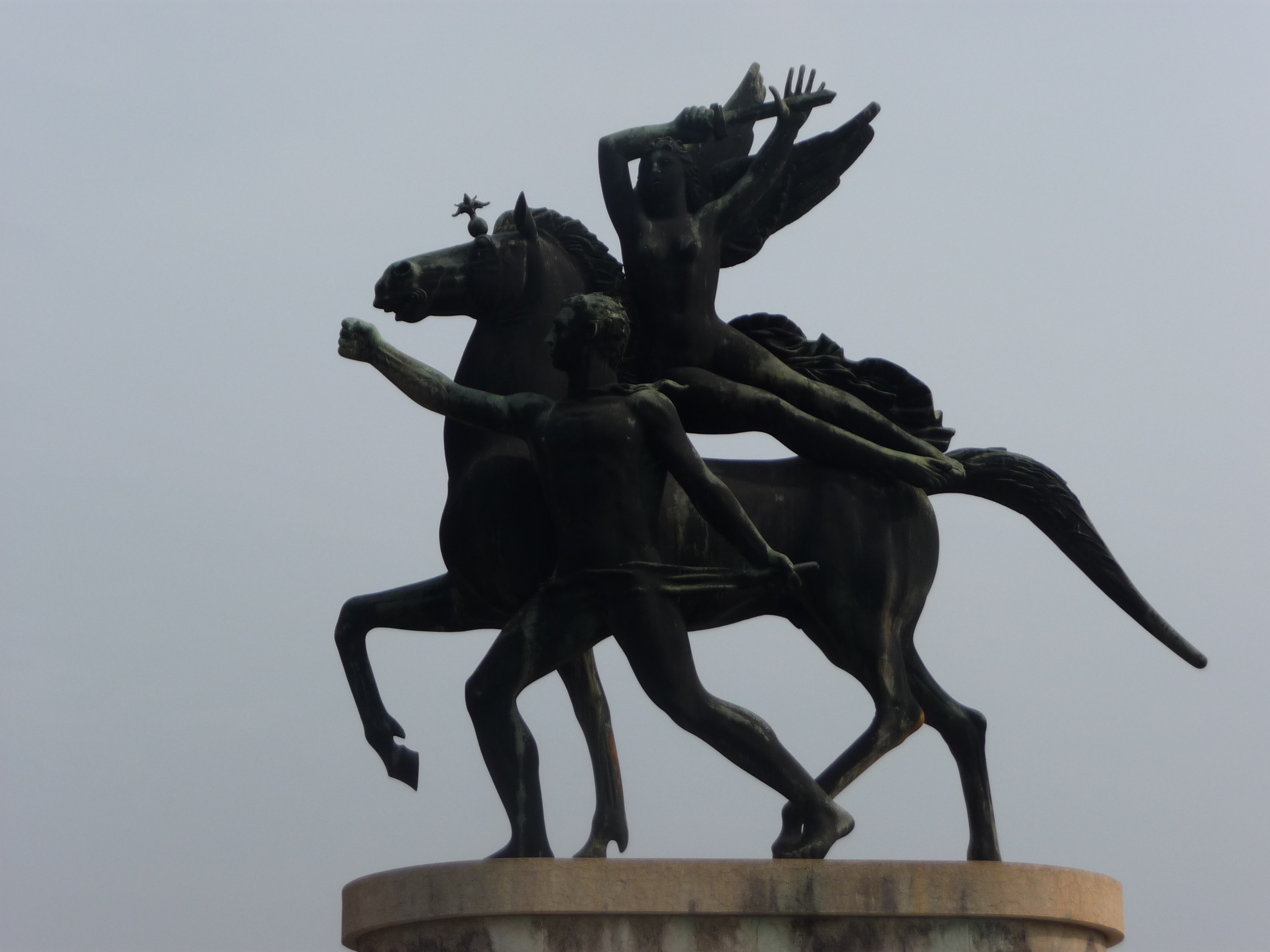
Gruppo di sinistra, opera di Angelo Biancini

Sui quattro basamenti sono inoltre presenti altrettante lapidi recanti le seguenti iscrizioni:
Il nemico che vi accingete a combattere è agguerito e degno di voi, favorito dal terreno e dai sapienti apprestamenti dell'arte, egli vi opporrà tenace resistenza, ma il vostro indomito slancio saprà di certo superarlo.

Soldati!

A voi la gloria di piantare il tricolore d'Italia sui termini sacri che la natura pose ai confini della patria nostra. A voi la gloria di compiere, finalmente, l'opera con tanto eroismo iniziata dai nostri padri.»
(Gran quartier generale, 24 maggio 1915 - Vittorio Emanuele)
Marinai! La guerra marittima condotta in adriatico in unione a reparti degli alleati e degli Stati Uniti col piu' sagace ardimento nella ricerca dell'avversario in mare aperto e dentro i muniti porti e finita entro Pola con uno dei piu' luminosi esempi dell'eroismo italiano.

Dal primo all'ultimo giorno voi avete perseverato in una lotta senza tregua supplendo al difetto dei mezzi ed alla gravità dei molteplici compiti con una vigoria con una audacia sempre più pronte e ferme.

Tutti gli italiani conoscono i nomi dei singoli eroi e delle vittorie fulminee ma non a tutti è nota l'opera silenziosa aspra generosa compiuta in ogni ora in ogni evento in ogni forma quando solamente una assoluta dedizione al dovere poteva superare l'imparità delle condizioni e la durezza degli ostacoli.

Sappia oggi la Patria di quanti sforzi ed eroismi ignoti è fatta questa sua immensa gloria consideri come due volte la vittoria abbia preso il volo e l'augurio dal gorgo ove le più potenti navi nemiche scomparivano da Premuda al Piave da Pola a Trieste e Trento.

La grande nave colata a picco nel porto di Pola fu più che un presagio.

Nel suo nome stesso ostentava la vecchia menzogna delle forze non unite ma coatte. La duplice dissoluzione è avvenuta come più non esiste l'esercito la flotta imperiale non esiste più.

Onore sempre a voi onesti e prodi marinai d'italia.»
(Il comandante in capo delle forze navali Thaon di Revel)
Addossato al Piave, in spazio più ristretto, dalla ferrea pressione delle nostre truppe, fulminato senza tregua dalle artiglierie e dagli aeroplani, l’avversario, dopo essersi disperatamente mantenuto per otto giorni, a costo di inauditi sacrifici, sulla destra del fiume, ha iniziato, la notte sul 23, il ripiegamento sulla sinistra. Il passaggio, eseguito sotto il nostro tiro micidiale, è continuato nella giornata d’ieri protetto da un forte schieramento di mitragliatrici e da truppe di copertura che, dopo ostinata resistenza, sono state successivamente travolte dalle nostre truppe incalzanti.

Il Montello e tutta la riva destra del Piave, tranne brevissimo tratto a Musile, dove la lotta continua, sono tornati in nostro possesso.
Bollettino di guerra n. 1097 del 6 luglio 1918

Nel pomeriggio di oggi, dopo cinque giorni ininterrotti di lotta senza tregua, resa asprissima dalla insidia delle armi e del terreno, l’avversario è stato completamente ricacciato sulla sinistra del Piave nuovo. la riconquista di tutta la zona litoranea tra Sile e Piave che il nemico aveva occupato e mantenuto con ogni sforzo fin dal novembre, corona brillantemente la vittoria da noi conseguita nella prima grande battaglia della nostra riscossa e allarga la zona di protezione di Venezia.

Complessivamente dal 15 giugno ad oggi vennero fatti prigionieri 523 ufficiali e 23911 uomini di truppa, furono catturati al nemico 63 cannoni, 65 bombarde, 1234 mitragliatrici, 37101 fucili, 49 lanciafiamme, due aeroplani intatti.»
(Diaz)
La guerra contro l'Austria-Ungheria che sotto l'alta guida di S.M. il Re Duce Supremo - l'esercito italiano, inferiore per numero e per mezzi, iniziò il 24 maggio 1915 e con fede incrollabile e tenace valore condusse, ininterrotta ed asprissima per 41 mesi, è vinta. La gigantesca battaglia ingaggiata il 24 dello scorso ottobre ed alla quale prendevano parte 51 divisioni italiane, 3 britanniche, 2 francesi, 1 czeco-slovacca ed un reggimento americano contro 73 divisioni austro-ungariche, è finita.

La fulminea arditissima avanzata del 29° corpo d'armata su Trento, sbarrando le vie della ritirata alle armate nemiche del trentino, travolte ad occidente dalle truppe della VII armata e ad oriente da quelle della I, VI e IV, ha determinato ieri lo sfacelo totale del fronte avversario.

Dal Brenta al Torre l'irresistibile slancio della XII, dell'VIII, della X armata e delle divisioni di cavalleria, ricaccia sempre piu' indietro il nemico fuggente. Nella pianura, S.A.R. il Duca d'Aosta, avanza rapidamente alla testa della sua invitta III armata, anelante di ritornare sulle posizioni da esse gia' vittoriosamente conquistate, che mai aveva perdute.

L'esercito austro-ungarico e' annientato: esso ha subito perdite gravissime nell'accanita resistenza dei primi giorni e nell'inseguimento: ha perdute quantità ingentissime di materiale di ogni sorta e presso che per intero i suoi magazzini e i depositi: ha lasciato finora nelle nostre mani circa 300.000 prigionieri con interi stati maggiori e non meno di 5.000 cannoni.

I resti di quello che fu uno dei più potenti eserciti del mondo, risalgono in disordine e senza speranza le valli che avevano disceso con orgogliosa sicurezza.

4 novembre 1918»
(Diaz)